# ケヴィン・コンウェイ (俳優)
ケヴィン・コンウェイ（Kevin Conway, 1942年5月29日 - 2020年2月5日）は、アメリカ合衆国出身の俳優である。

## 出演作品

### テレビ
- 特捜刑事マイアミ・バイス（フォックス刑務所長）
- PERSON of INTEREST 犯罪予知ユニット
- グッド・ワイフ（ジョナス・スターン）
- LAW & ORDER クリミナル・インテント
- ニューヨーク1973/LIFE ON MARS
- 犯罪捜査官ネイビーファイル
- 新アウターリミッツ（ナレーション）
- ホミサイド/殺人捜査課

### 映画
- インヴィンシブル 栄光へのタッチダウン
- ゴッド&ジェネラル/伝説の猛将
- ブラック・ナイト
- デンジャラス・ウーマン
- 13デイズ
- 有罪判決/法廷に隠された真実
- リチャードを探して
- バーチャル・ウォーズ2
- 荒野の追跡者・ラレード通り
- ザ・タイタニック
- クイック&デッド（ユージン・ドレッド）
- ジェニファー8
- ニューヨーク・ジャスティス/許された犯罪
- ランブリング・ローズ
- ホームボーイ
- アメリア
- フラッシュポイント（英語版）
- 天使の自立
- ファンハウス/惨劇の館
- パラダイス・アレイ
- スラップ・シュート
- シェイマス